# Saint-Paul-sur-Save
Saint-Paul-sur-Save település Franciaországban, Haute-Garonne megyében. Lakosainak száma 1749 fő (2022. január 1.). Saint-Paul-sur-Save Larra, Bretx, Lévignac, Menville és Montaigut-sur-Save községekkel határos.

## Népesség
A település népessége az elmúlt években az alábbi módon változott:
| Lakosok száma | 260  | 569  | 643  | 922  | 1410 | 1523 | 1625 | 1622 | 1615 | 1749 |
|               | 1968 | 1982 | 1990 | 2006 | 2013 | 2015 | 2017 | 2019 | 2020 | 2022 |